# Shinichi Mori
Kazuhiro Moriuchi (森内 一寛, Moriuchi Kazuhiro, Kōfu, Yamanashi; 18 de novembro de 1947) mais conhecido pelo seu nome artístico Shinichi Mori (森 進一, Mori Shinichi), é um cantor e compositor japonês de enka, folk e pop. Ele iniciou sua carreira artística através do single "Onna no Tameiki" (女のためいき) de 1966 e desde então, possui vendagem de mais de noventa milhões, o que o torna  um dos músicos japoneses mais vendidos de todos os tempos no país.
Mori foi casado e divorciado por duas vezes, primeiro com a atriz Reiko Ohara e depois com a cantora e atriz Masako Mori, com esta última, possui três filhos, os quais, Takahiro Moriuchi e Hiroki Moriuchi, são vocalistas das bandas de rock One Ok Rock e My First Story, respectivamente.

## Discografia
- "Onna no Tameiki" (女のためいき, Woman's Sigh) : 1966
- "Hana to Chō" (花と蝶, Flower and Butterfly) : 1968
- "Minatomachi Blues" (港町ブルース, Port Town Blues) : 1969
- "Hana to Namida" (花と涙, Flower and Tear) : 1969
- "Ginza no Onna" (銀座の女, Woman in Ginza) : 1970
- "Ofukuro san" (おふくろさん, My dear Mother) : 1971
- "Fuyu no Tabi" (冬の旅, Winter Trip) : 1973
- "Erimo Misaki" (襟裳岬, Cape Erimo) : 1974
- "Wakare no Seppun" (別れの接吻, Farewell Kiss) : 1975
- "Sazanka" (さざんか, Sasanqua) : 1976
- "Tokyo Monogatari" (東京物語, Tokyo Story) : 1977
- "Shinjuku Minatomachi" (新宿・みなと町, Shinjuku, Port Town) : 1979
- "Sakaba Bune" (酒場舟, Boozerie Ship) : 1980
- "Fuyu no Riviera" (冬のリヴィエラ, Winter Riviera) : 1982
- "Kita no Hotaru" (北の螢, North Firefly) : 1984
- "Yūsuge no Koi" (ゆうすげの恋, Love of Daily Lily) : 1986
- "Kanashii Keredo" (悲しいけれど, Although I am sad) : 1987
- "Usagi" (うさぎ, Rabbit) : 1989
- "Kaze no Elegy" (風のエレジー, Wind Elegy) : 1990
- "Nakase Ame" (泣かせ雨, Rain Making Me Cry) : 1991
- "Warui Hito" (わるいひと, Bad Person) : 1993
- "Usotsuki" (うそつき, Liar) : 1994
- "Kanashimi no Utsuwa" (悲しみの器, Receptacle of Sadness) : 1996
- "Onna Gokoro" (女心, Woman's Heart) : 1998
- "Uragiri" (裏切り, Betrayal) : 1999
- "Shūressha" (終列車, Final Train) : 2000
- "Ame no Kūkō" (雨の空港, Rainy Airport) : 2001
- "Sepia no Ame" (セピアの雨, Sepia Rain) : 2002
- "Unga" (運河, Canal) : 2002
- "Ōkami Tachi no Tōboe" (狼たちの遠吠え, Wolves' Howl) : 2003
- "Saraba Seishun no Kageyo" (さらば青春の影よ, Good-bye, Shadow of Adolescence) : 2004
- "Hana" (はな, Flower) : 2005
- "Tazunete Otaru" (たずねて小樽, Visiting Otaru) : 2006
- "Jinsei Hitasura" (人生ひたすら, Single-minded Life) : 2007
- "Onna no Koi" (女の恋, Woman's Love) : 2008
- "Hatoba" (波止場, Dockside) : 2008
- "Yuragi" (ゆらぎ, Flicker) : 2009

## Condecoração
- Ordem do Sol Nascente, 4ª Classe, Raios Dourados com Roseta (2021)[6]